# ميخائيل ماكفيل
ميخائيل ماكفيل (بالإنجليزية: Michael McPhail)‏ هو لاعب رماية أمريكي، ولد في 15 ديسمبر 1981 في دارلينجتون في الولايات المتحدة.

## وصلات خارجية
- ميخائيل ماكفيل على موقع الاتحاد الدولي (الإنجليزية)
- ميخائيل ماكفيل على موقع أوليمبيديا (الإنجليزية)
- ميخائيل ماكفيل على موقع اللجنة الأولمبية والبارالمبية الأمريكية (الإنجليزية)